# 寺町通り商店街 (桑名市)
寺町通り商店街（てらまちどおりしょうてんがい）は、三重県桑名市にある商店街（アーケード商店街）。
組織は桑名市寺町通り振興組合。2015年（平成27年）時点の店舗数は36店舗であり、買回品小売店10店舗、最寄品小売店19店舗、飲食店4店舗、サービス店3店舗である。買回り品店と最寄り品店が混在しているとされ、商店街の類型としては近隣型商店街に分類される。2015年（平成27年）には中小企業庁によって「がんばる商店街30選」に選定されている。

## 地理
JR関西本線・近鉄名古屋線桑名駅の東約800メートルにあり、約200mの全蓋式アーケードを有している。アーケードの北端は八間通り、南端は記念通りである。寺町堀に合わせて商店街は緩やかなカーブを描いている。稲荷橋を境に北寺町と南寺町に分かれ、両町では氏神や祭礼が異なる。

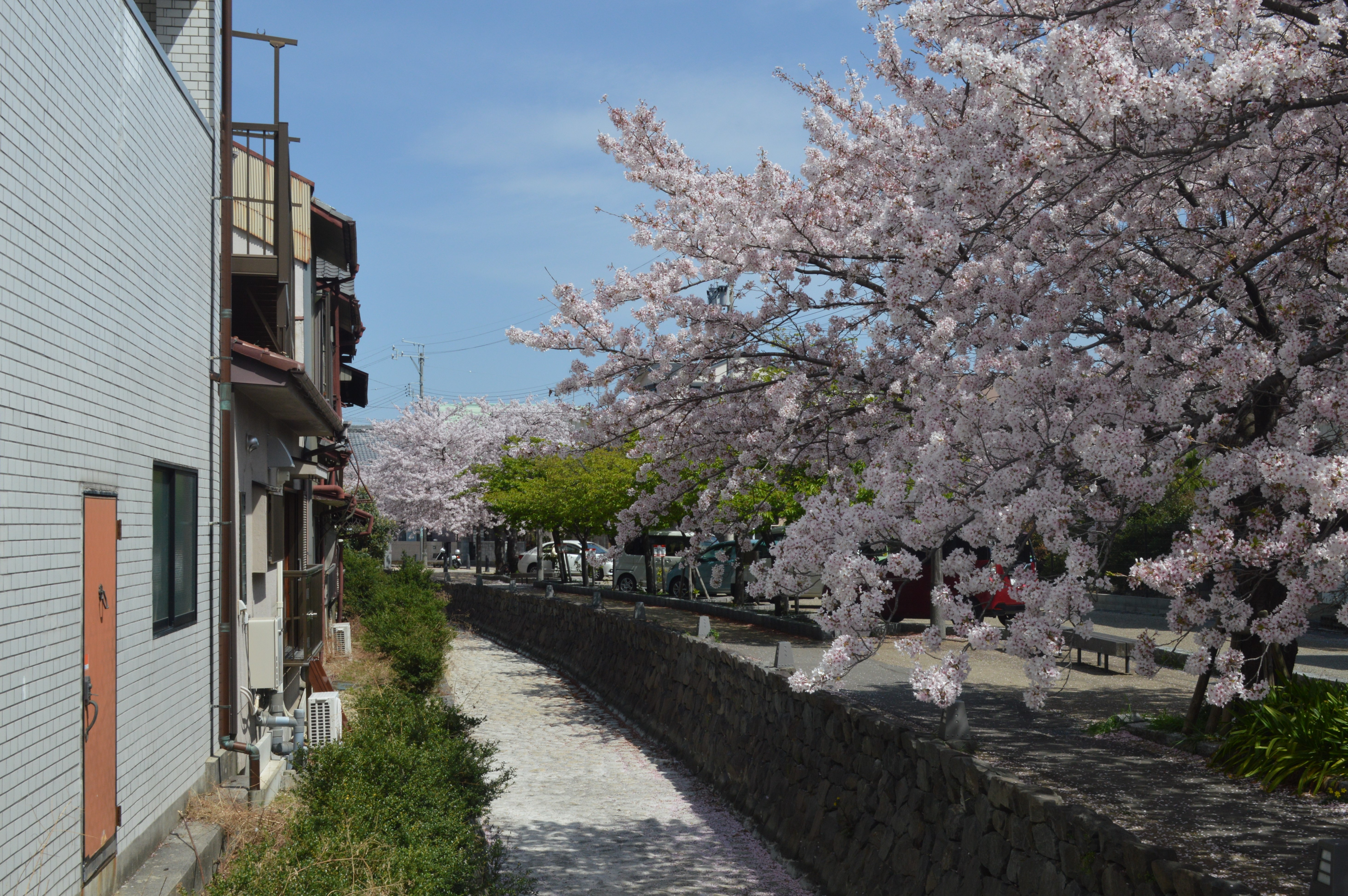
寺町堀
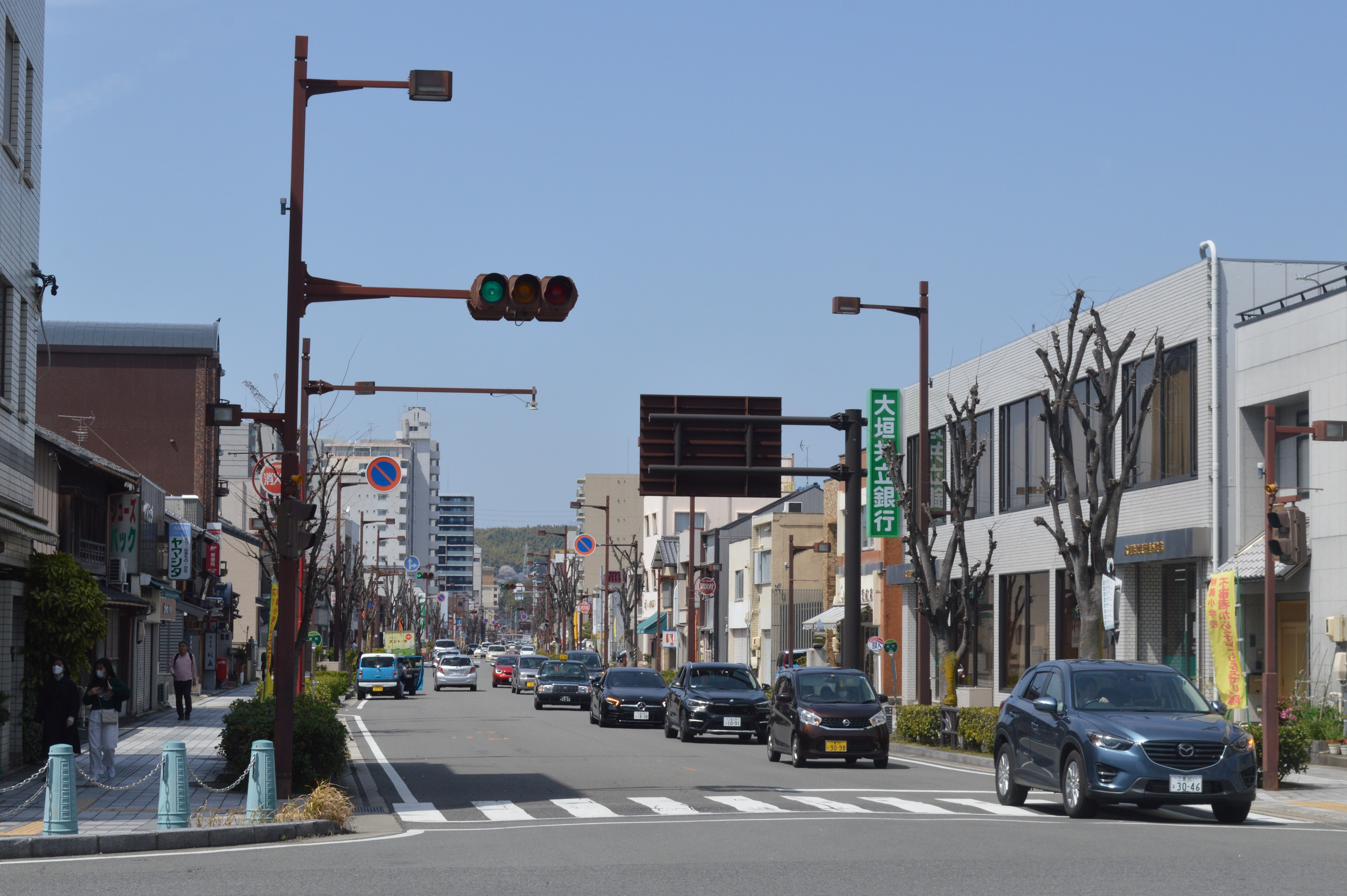
八間通り

## 沿革

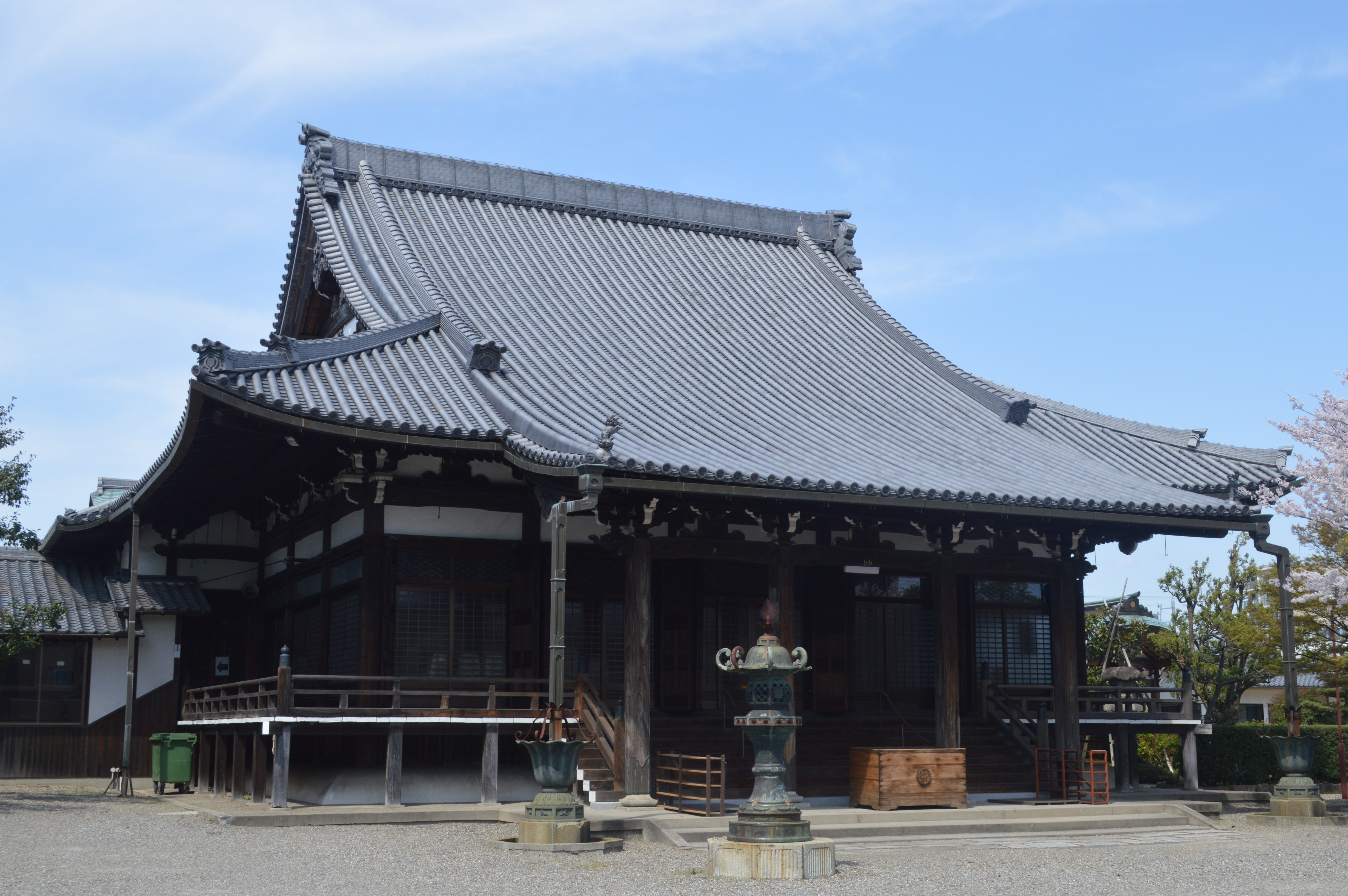
寺町通りの名称の由来となった桑名別院本統寺

### 江戸時代
桑名は伊勢国桑名藩の城下町かつ東海道の宿場町である。桑名城の外堀（寺町堀）のすぐ外側には寺町通りが築かれ、町民の台所として栄えた。江戸時代の寺町には桑名別院本統寺（桑名御坊、通称はごぼさん）を中心として10以上の寺院があり、多くの参拝客が訪れていた。桑名別院本統寺は徳川家茂や明治天皇が宿泊したこともある由緒ある寺院である。また、東300メートルには東海道が通っており、七里の渡しにも近かった。かつては外堀に近い寺町通りの東側だけに店があったが、大正時代には寺町通りの両側に店が並びはじめた。

### 戦前

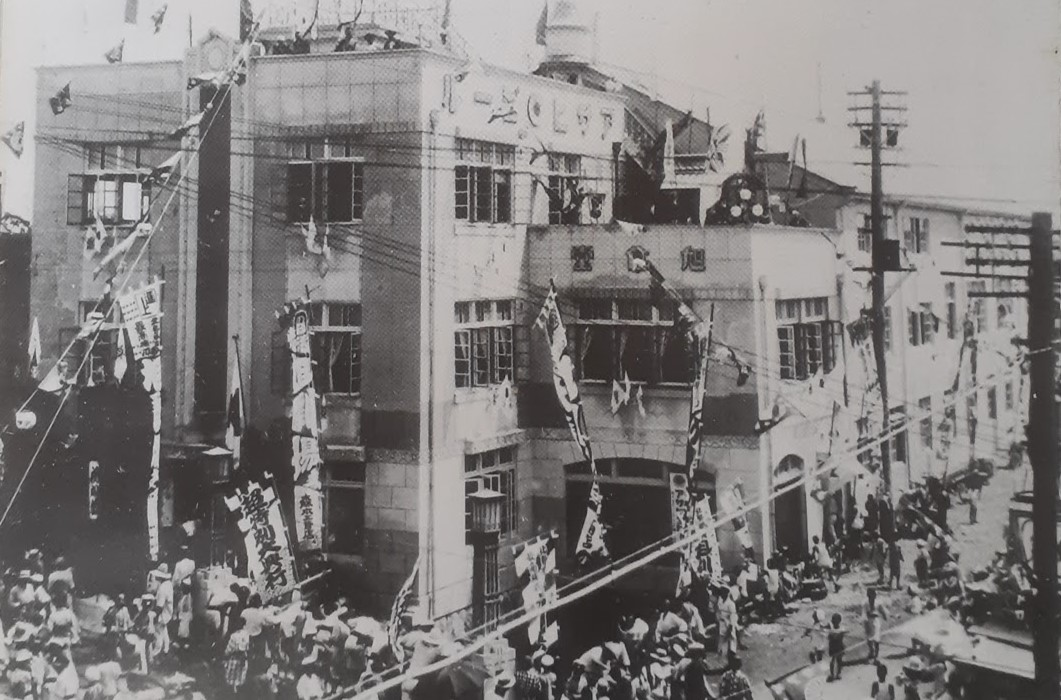
商店街北端部にあった旭ビルディング

1915年（大正4年）には寺町通り商店街の南側に三重交通（三岐鉄道）北勢線桑名町駅（後の桑名京橋駅）が開業した。1927年（昭和2年）には寺町通り商店街の北側に八間通りが開通し、商店街北端部近くに桑名電軌（路面電車）旭橋停留場が設置された。同年には旭橋停留場近くに鉄筋コンクリート増3階建ての旭ビルディングが完成し、高島屋デパート、洋食店の旭食堂、映画館の旭劇場、ビリヤード場などが開店した。旭劇場では名古屋市の映画館と同時に封切られ、特に盆や正月は大勢の観客でにぎわった。
1945年（昭和20年）の桑名空襲では寺町通り周辺も焼失し、旭ビルディングも焼失した。

### 戦後
戦後には急速に復興した。桑名郡多度町の街道沿いで開かれていた朝市に着想を得て、1953年（昭和28年）には三八市が初開催された。岐阜県海津郡の農家に依頼し、自転車に積んで持ってきた野菜を販売してもらった。新鮮な野菜が買えるとして評判が高まり、自転車では量が足りないため渡船で野菜を運んだこともある。
1957年（昭和32年）には全蓋式アーケードが設置され、北側と南側の入口には派手なネオンがあった。最盛期には50以上の店舗があり、一日約1万5千人の集客があった。1961年（昭和36年）11月1日には桑名京橋駅が廃止され、寺町通り周辺は鉄道のない地区となった。1973年（昭和48年）には桑名駅前に商業ビルの桑栄メイトが開業し、その後は桑名市郊外に大型店が立地した結果、寺町通り商店街への来訪者が減少した。1986年（昭和61年）には商店街振興組合が設立された。

### 現代の活性化策

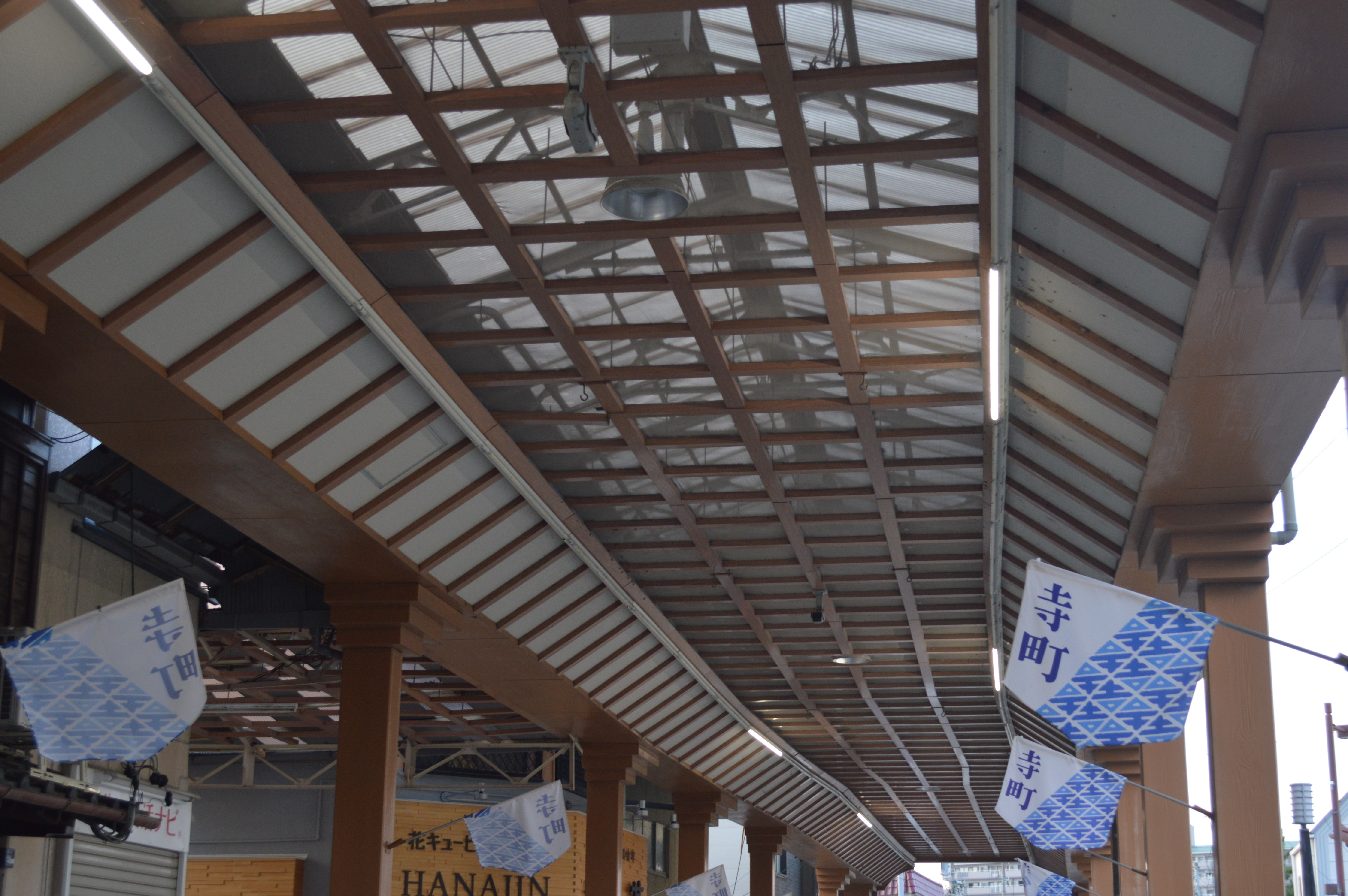
2005年に改修されたアーケード

2003年（平成15年）6月30日には寺町堀が完成し、河津桜を植樹するなどの記念イベントが開催された。空堀だった寺町堀には雑草が生い茂っていたが、堀の半分を埋め立てたうえで半分を歩道とし、堀の水深や幅員は縮小された。以前の1/2程度の石積み水路となり、より親水性が高い堀として生まれ変わった。寺町堀には北から稲荷橋、ごこう橋、京橋の3本の橋が架かっている。
2003年（平成15年）に実施した商圏分析では、商圏に高齢者が多いことや自転車で15分程度の狭い範囲であることがわかったことから、「高齢者にやさしい商店街」を目指した取り組みを行っている。2005年（平成17年）には高齢者を対象とする「ふれあいカード事業」を開始した。商店街をショッピングセンターのように位置づけ、高齢者が移動しやすいように無料カートの貸し出しも行っている。2005年（平成17年）にはアーケードが門前町らしいデザインに改修された。
2012年（平成24年）10月には土産物店として、第三セクターのくわなまちの駅が開店した。2015年（平成27年）には中小企業庁によって「がんばる商店街30選」に選定された。近年の空き店舗数は減少傾向にある。

## 取り組み
- 「三八市」
- 「抽選売り出し」 - 年6回。

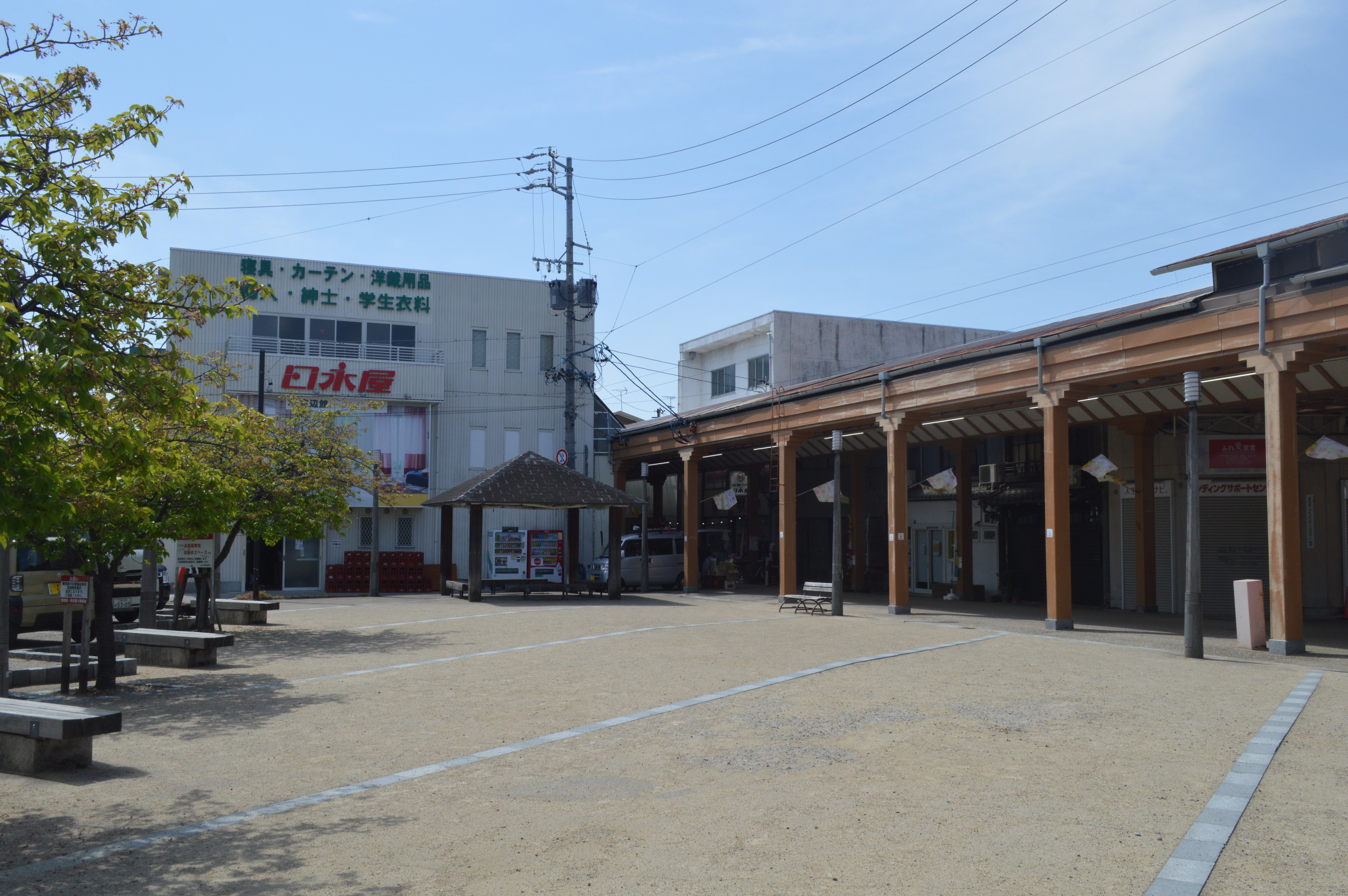
北端部にあるてらまち広場

- 「さくら祭」 - 春季。毎年3月中旬頃には河津桜が見ごろとなる。
- 「夜店」 - 夏季。
- 「御台所祭 - 秋季。
- 「餅つき大会」 - 冬季。

### 三八市
毎月3と8のつく日、具体的には3日、8日、13日、18日、23日、28日に三八市という朝市を開催している。月に6日、年に70日以上が開催日である。開催日は9時頃から13時頃まで行われ、10時過ぎがピークとなり、11時過ぎには売り切れる店舗も出る。商店街に店を構える物だけでなく、野菜を生産する農家や露天商も参加している。周辺地域で採れた野菜や海産物、商店の三八市限定商品などを販売しており、野菜や魚介類を販売する露店が並ぶ。三重県有数の朝市とされ、地元だけでなく三重県外からも買い物客が訪れる。

## 店舗
食品
- 御菓子　板吉菓子店
- 御菓子　尾関菓子店
- 御菓子　板吉菓子店
- 御菓子　佐藤房商店
- 和菓子　大黒屋
- 和菓子　保々屋
- 食事処　美心
- 食事処　五大茶屋
- 軽食　多古八
- 青果　アサキ
- 鮮魚　魚末
- 鮮魚　うなぎセンター
- 惣菜　貝新フーズ
- 惣菜　貝増支店
- 居酒屋　スリーピース
- パン　のりの

衣料品
- 洋品　高須屋
- 洋品　ぬなみ
- 洋品　水谷屋
- 洋品　日永屋
- 呉服　塩良呉服店
- 靴　長島屋
- 靴　ハットリ

その他
- 生花　花甚
- 生花・種　渡辺種苗店
- 化粧品　もみじや
- 薬局　金時薬局
- 木工　くぼ多
- 金物　日沖金物店
- 陶器　近藤陶器店
- 時計　正確堂
- 電話　電話流通センター
- 印章　日盛堂
- 仏壇　五大
- 仏壇　福井屋新太郎
- 整体　Katoオンセラ
- 教室　寺町美術教室
- ジム　らくらく

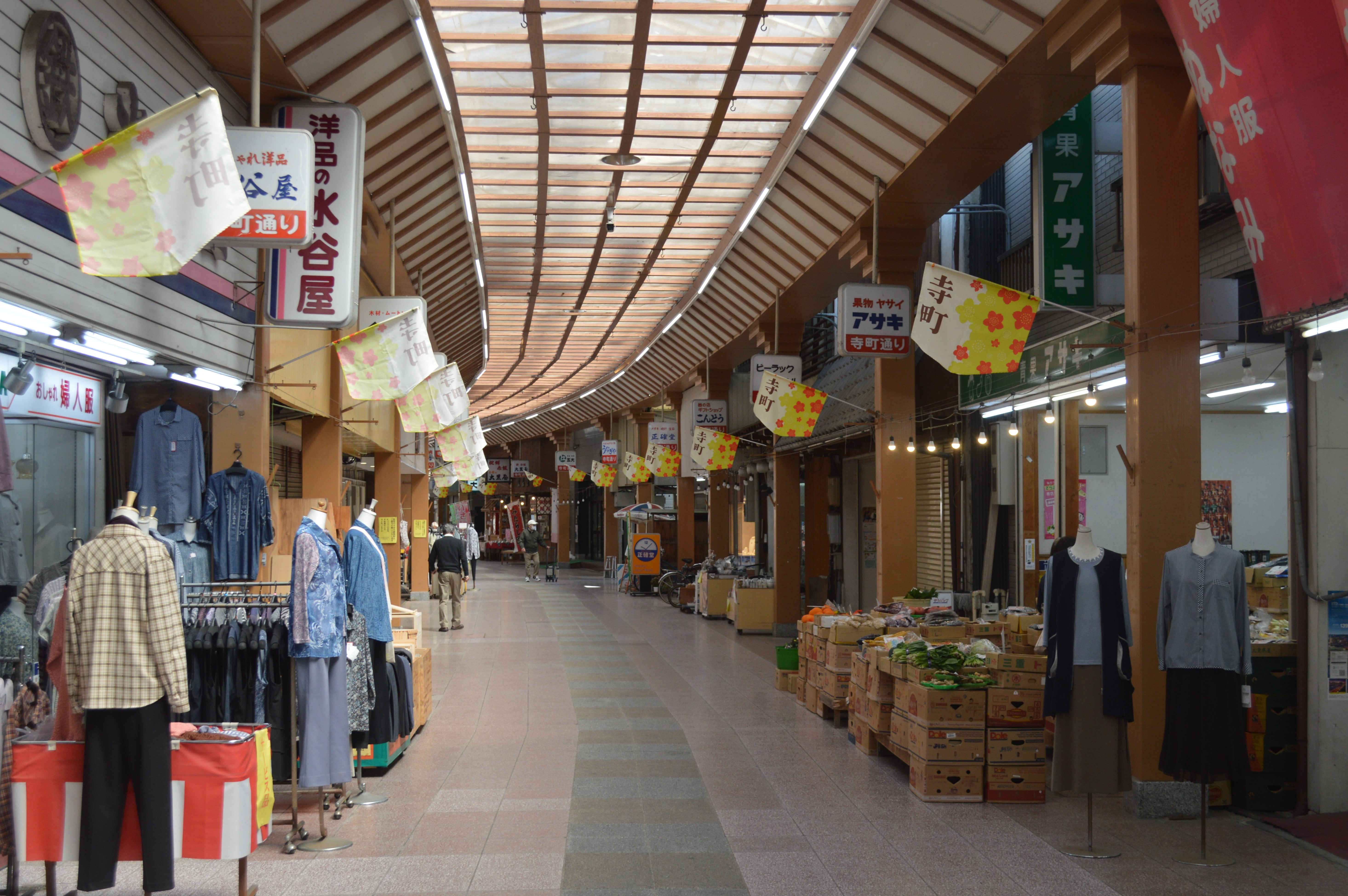
アーケード内部

出典は桑名市寺町通り振興組合公式サイトの店舗一覧

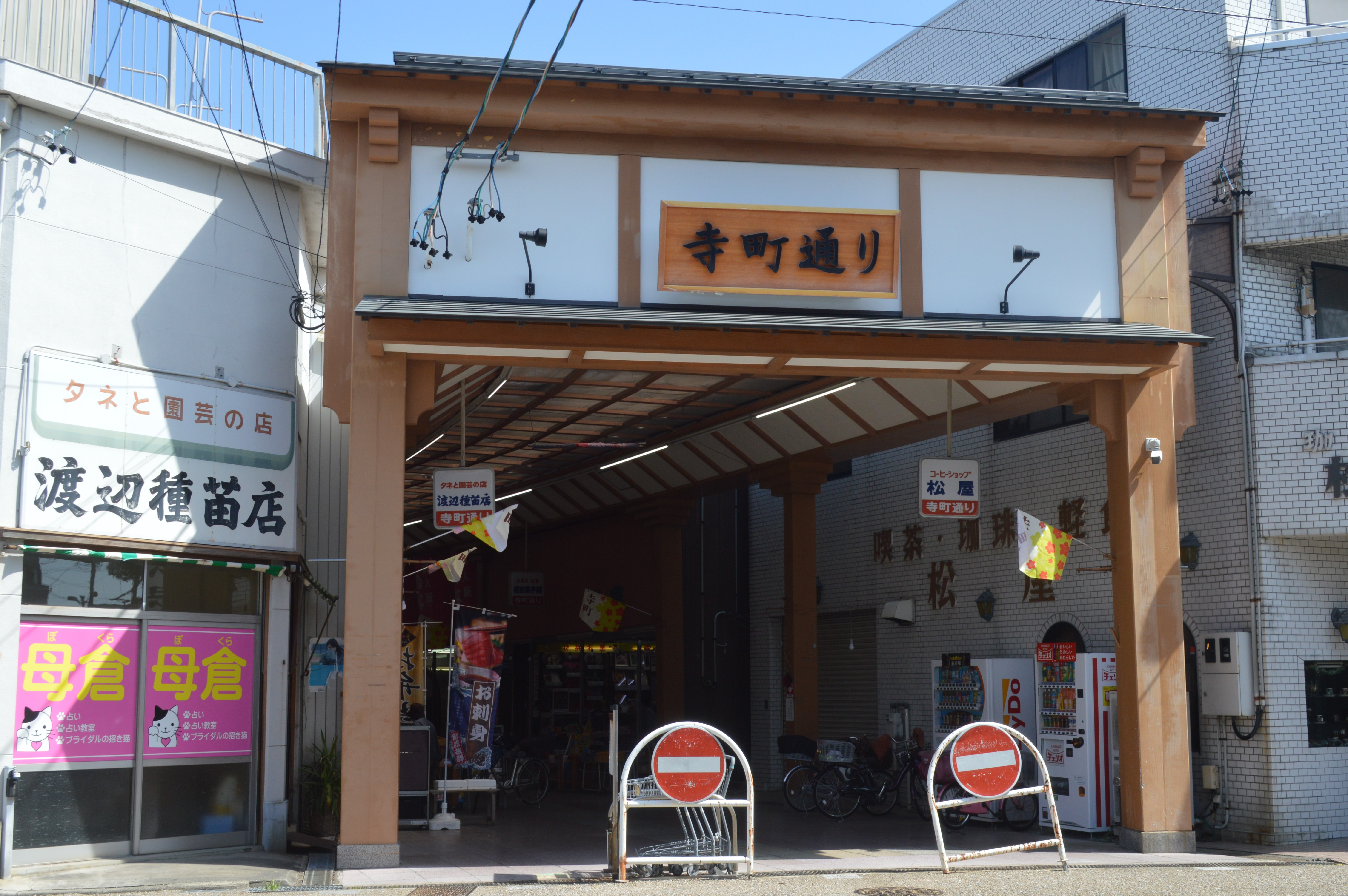
アーケード南端部
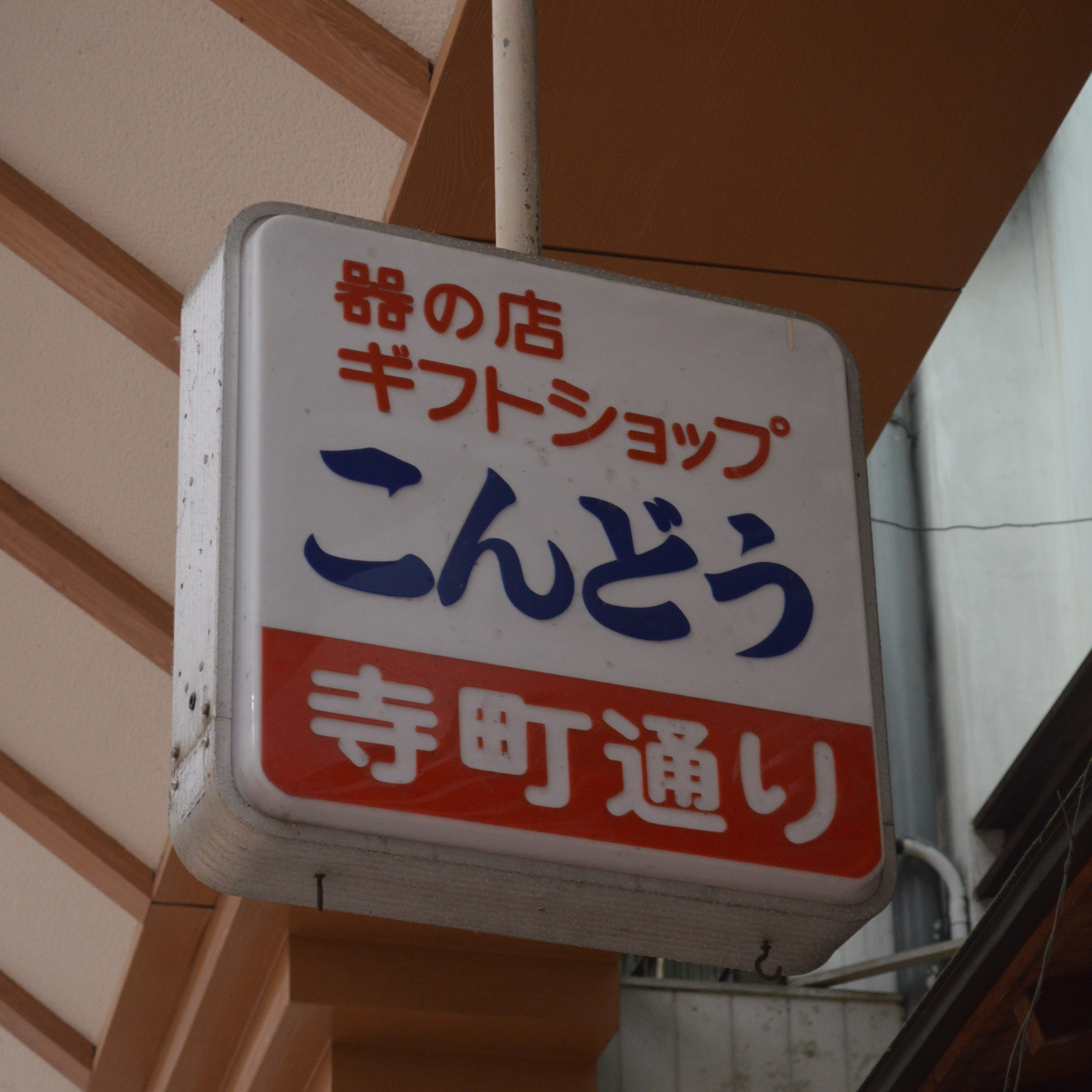
店舗の看板